# Lesotho a 2020. évi nyári olimpiai játékokon
Lesotho a japán Tokióban megrendezett 2020. évi nyári olimpiai játékok egyik részt vevő nemzete volt. Az országot az olimpián 1 sportágban 2 sportoló képviselte, akik érmet nem szereztek.

## Atlétika
Férfi
| Versenyző             | Versenyszám | Döntő   | Döntő    |
| Versenyző             | Versenyszám | Idő     | Helyezés |
| --------------------- | ----------- | ------- | -------- |
| Khoarahlane Seutloali | Maraton     | 2:25:03 | 66.      |

Női
| Versenyző      | Versenyszám | Döntő   | Döntő    |
| Versenyző      | Versenyszám | Idő     | Helyezés |
| -------------- | ----------- | ------- | -------- |
| Neheng Khatala | Maraton     | 2:33:15 | 20.      |